# El amor que perdimos
«El amor que perdimos» es una canción del artista estadounidense Prince Royce. Se estrenó como el tercer sencillo de su álbum homónimo debut el 3 de enero de 2011. El tema ganó el Premio Lo Nuestro a la canción tropical del año.

## Antecedentes y lanzamiento
Se estrenó como sencillo el 3 de enero de 2011, para la promoción de su álbum de estudio debut Prince Royce (2010). La canción fue escrita por Geoffrey Rojas y Andrés Hidalgo, mientras que la producción fue llevada a cabo por este último junto a Sergio George.

## Rendimiento comercial
En la lista de éxito de Estados Unidos «El amor que perdimos», alcanzó la posición número dieciséis en la lista Hot Latin Songs, y la ubicación diecisiete en Tropical Airplay, ambas de Billboard.

## Video musical
El video musical se estrenó el 3 de enero de 2011.

## Posicionamiento en listas
| Listas (2011)                     | Mejor posición |
| --------------------------------- | -------------- |
| Estados Unidos (Hot Latin Songs)  | 16             |
| Estados Unidos (Tropical Airplay) | 17             |

## Premios y nominaciones
| Año  | Trabajo nominado   | Categoría                | Resultado | Ref   |
| ---- | ------------------ | ------------------------ | --------- | ----- |
| 2012 | Premios Lo Nuestro | Canción tropical del año | Ganador   | [ 1 ] |

## Historial de lanzamiento
| País   | Fecha              | Formato          | Discográfica   | Ref   |
| ------ | ------------------ | ---------------- | -------------- | ----- |
| Varios | 3 de enero de 2011 | Descarga digital | Top Stop Music | [ 6 ] |